# Bucheinband aus Maastricht (Louvre)

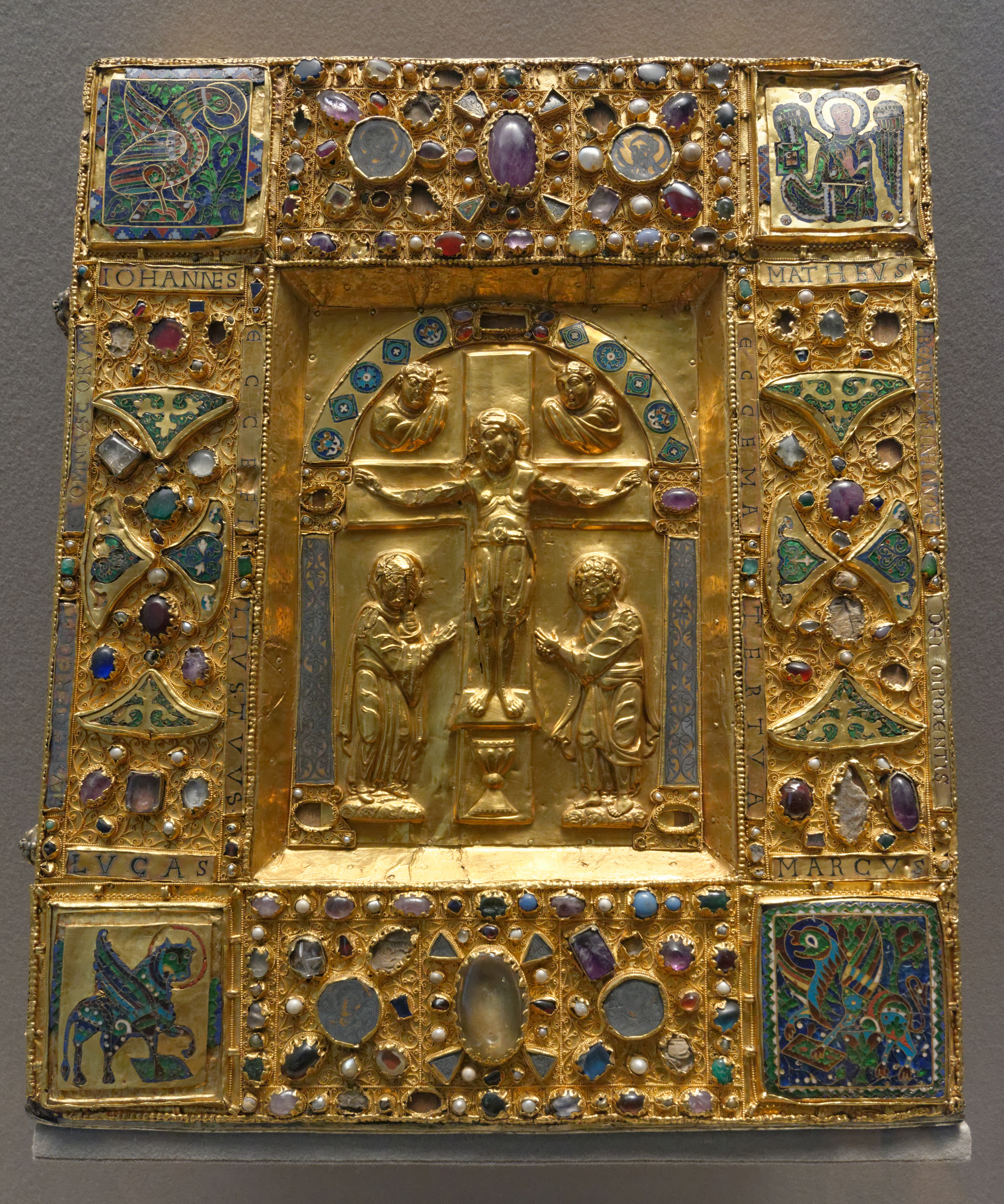
Bucheinband aus Maastricht

Der sogenannte Bucheinband aus Maastricht, der heute in der Kunstgewerbesammlung des Musée du Louvre (Département des Objets d'art du Moyen Age, de la Renaissance et des temps modernes) in Paris ausgestellt wird, ist eine ottonische Arbeit aus dem Rhein-Maas-Gebiet oder dem Regensburger Raum. Er wird in die erste Hälfte des 11. Jahrhunderts, die Regierungszeit des letzten Kaisers aus dem Geschlecht der Ottonen, datiert und kam im Jahr 1795 während der französischen Revolutionskriege nach Paris.

## Beschreibung
Der Bucheinband besteht aus einem Kasten aus vergoldetem Holz und weist eine Vielfalt von Email- und Goldschmiedetechniken auf. Er ist mit zahlreichen Cabochons besetzt und mit Niello- und Filigranarbeit verziert. Im Zentrum des Buchdeckels ist unter einem Bogen die Kreuzigung Christi aus getriebenem Gold dargestellt. Unter dem Kreuz stehen Maria und Johannes, die Figuren über dem Kreuz symbolisieren Sonne und Mond. An den Ecken des Einbandes sind die Symbole der vier Evangelisten in Email dargestellt. Der Adler des Johannes und der Löwe des Markus sind im Vollschmelzverfahren, der Stier des Lukas und der geflügelte Mensch des Matthäus im Senkschmelzverfahren ausgeführt.
Am Rande des Bucheinbandes ist die – nicht vollständige – Inschrift „BEATRIX ME IN HONORE / DEI OIPOTENTIS / EIVS FIERI PRECEPIT / ET OMNIV S C ORVM“ zu lesen. Daraus geht eine Auftraggeberin namens Beatrix hervor, die allerdings nicht eindeutig identifiziert werden kann. Es könnte sich um Beatrix von Franzien (um 938–987) handeln, die Gemahlin von Friedrich I., dem Grafen von Bar und Herzog von Oberlothringen. Auch Beatrix von Lothringen (1017–1076), die Tochter von Friedrich II., der ebenfalls Graf von Bar und Herzog von Oberlothringen war, könnte damit gemeint sein, vielleicht aber auch die nach 1025 gestorbene Tochter des Herzogs von Schwaben Hermann II. und Gemahlin des Herzogs von Kärnten Adalbero von Eppenstein.

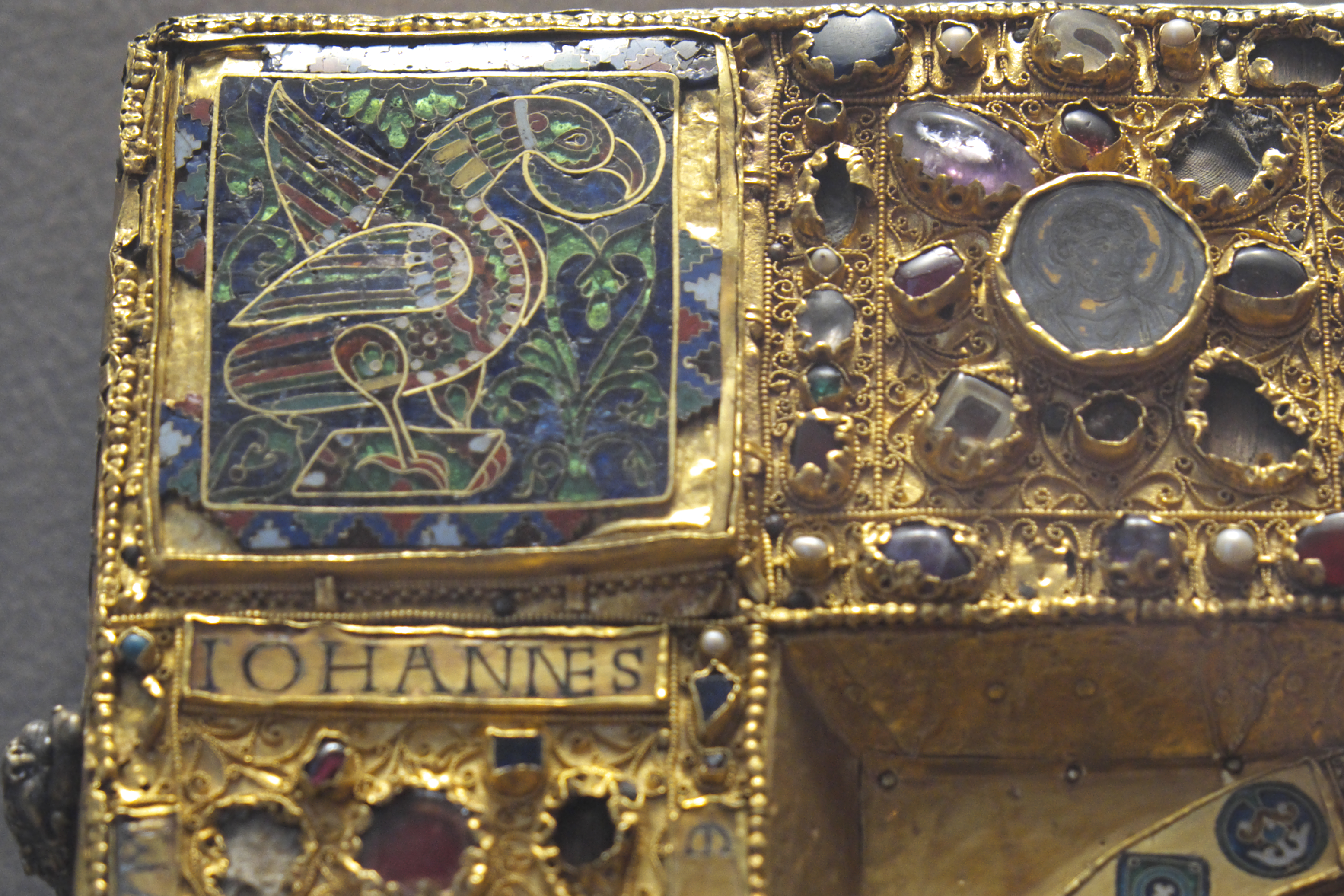
Adler des Evangelisten Johannes
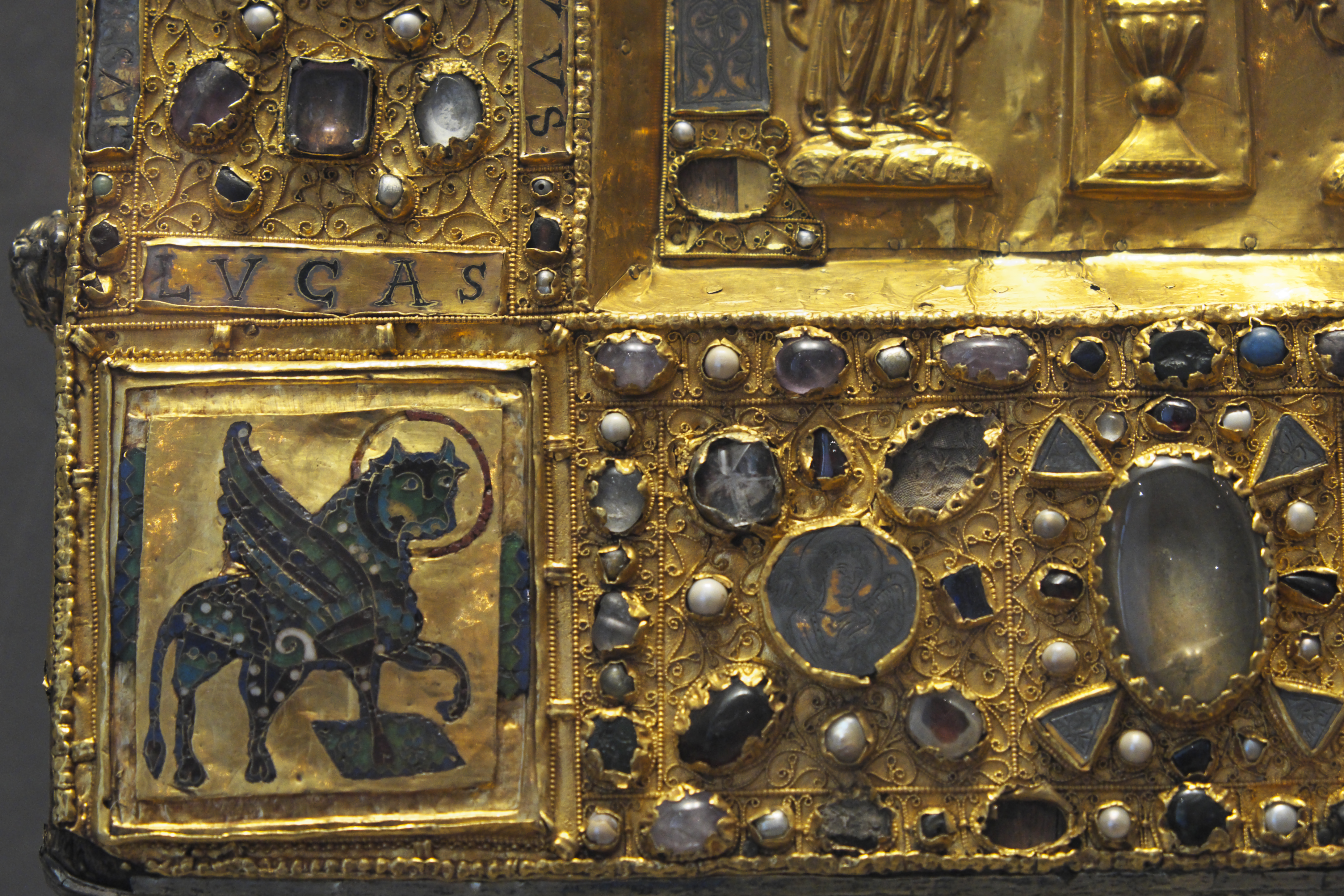
Stier des Evangelisten Lukas
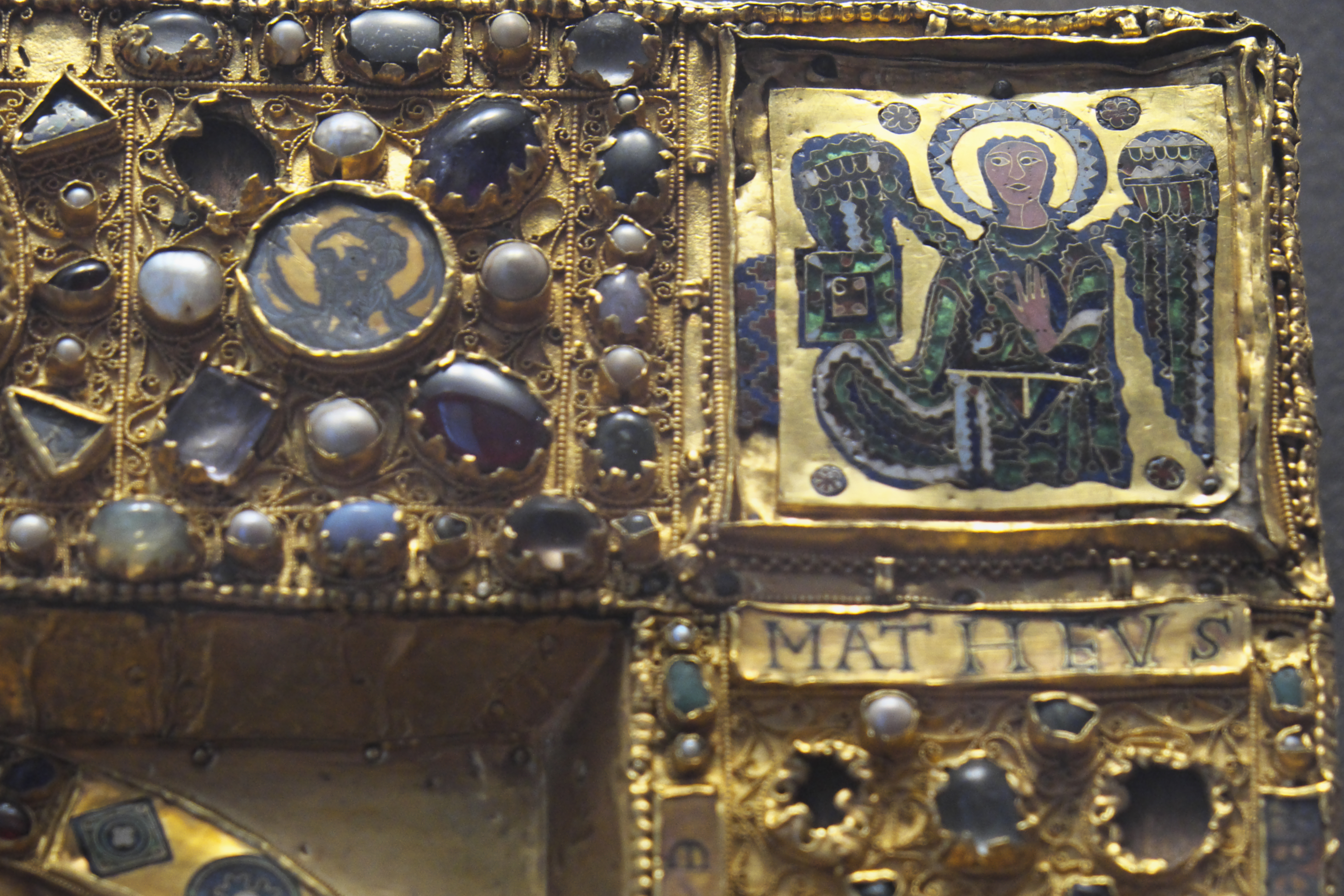
Geflügelte Gestalt des Evangelisten Matthäus
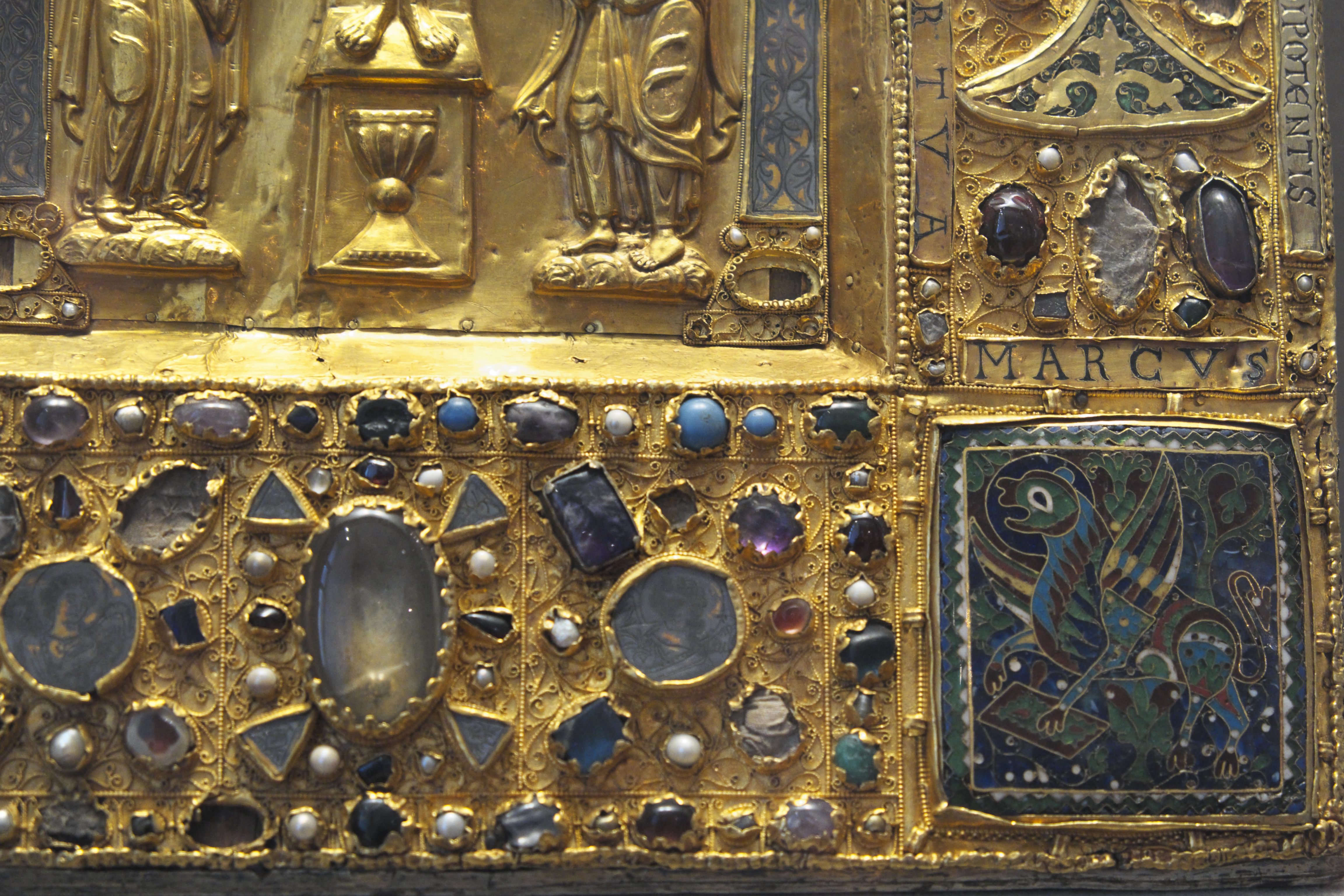
Löwe des Evangelisten Markus